# Ursinio Rojas
Ursinio Rojas Santiesteban (9 de noviembre de 1913 - 18 de enero de 1994), fue un dirigente sindical nacido en Tacajó, provincia de Holguín, Cuba. Durante varios años fue 2.º secretario de la Federación Nacional Obrera Azucarera (FNTA) de Cuba y, tras el asesinato en 1948 de su Secretario General Jesús Menéndez, le sustituyó hasta el año 1951. Fue Secretario General de la Unión Internacional de los Sindicatos (UIS) de la Alimentación, de la Federación Sindical Mundial (FSM) (de 1977 hasta 1981).

## Biografía
Nació el 9 de noviembre de 1913 en el pueblo de Tacajó (central azucarero, actualmente Fernando de Dios), a varios kilómetros de la ciudad de Holguín, provincia oriental de Cuba, siendo el mayor de ocho hijos de una familia muy pobre de campesinos. A la edad de nueve años tras la muerte de su padre, comenzó a trabajar para ayudar a su familia y a los doce años, fallecida su madre, debió encargarse de la crianza de sus hermanos y hermanas. El tiempo demandado en la ejecución de dichas tareas le obligó a abandonar los estudios primarios luego del 2.º grado de la enseñanza elemental y tuvo que trabajar incansablemente y a la vez, asistir a clases extras para alcanzar el 4.º grado. Su posterior desarrollo intelectual lo alcanzó de manera autodidacta, gracias a su pasión por la lectura. Luego del triunfo de la Revolución curso la escuela hasta terminar la secundaria básica.
En un barracón detrás del patio de su casa dormían haitianos cortadores de caña, muy pobres y mal pagados, que contaban con una sola muda de ropa que lavaban diariamente y, aún mojada _se volvían a poner, tras 10 horas de trabajo, mientras que andaban siempre descalzos por falta de zapatos. Ursinio les alcanzaba la sopa que su madre generosamente les preparaba, surgiendo así una consideración y simpatía mutuos. En una ocasión, uno de los haitianos que hablaban el patuá (mezcla de francés y lengua de origen africano habla en Haití), sacó un libro de debajo de la almohada hecha con pajas secas y se lo regaló. Se trataba de una vieja edición de El Capital, de Karl Marx. La lectura de este libro causó una impresión profunda en la conciencia del adolescente Ursinio quien, testigo de las injusticias y miserias en que vivían los campesinos y trabajadores cubanos, optó por inspirarse en estas escrituras y se convirtió posteriormente, en un luchador social.

## Su Juventud y las luchas
Ursinio Rojas comenzó a trabajar en el central azucarero Tacajó a mediados de la zafra (temporada del corte de la caña y producción de la azúcar), en 1929. En el 'Tiempo muerto' (periodo en que el central no trabajaba), tenía que ganarse la vida haciendo mandados, cargando agua, limpiando pisos, fregando platos, etc., para ayudar y pagar las deudas contraídas por su familia, hasta que enfermo y quedó permanente en la farmacia, ayudando y fregando pomos, limpiando, etc. Posteriormente paso a la agencia de periódicos y revistas llevando estos, medicinas y correos a cientos de kilómetros, a pie. En este periodo leía todos los periódicos que llegaban y entre ellos, había un periódico español llamado 'Tierra', que era enviado por los anarquistas de La Habana y donde leyó de las huelgas que se sostuvieron en 1924 por los trabajadores ferroviarios, portuarios y otros, logrando así sus demandas, y esas lecturas promovían comentarios por donde pasaba, lo que le constituyó las primeras nociones de organización y de las luchas de los trabajadores contra los patronos (dueños).
Así, en años posteriores participó en la organización de los primeros 'soviets' (toma del poder por el pueblo) fuera de la Unión Soviética y los países del ex-campo socialista, en 2 centrales azucareros de la provincia de Holguin, donde se destacó entre varios compañeros en la responsabilidad de la organización dirección y su defensa, los cuales luego de varios días tomados por los obreros y campesinos, la mayoría armados por estacas de madera (por lo que se le conoció como la 'Huelga de las estacas') y algunas pocas armas, acabó con la fuerte represión de la policía y otras fuerzas rurales y la detención o asesinato de algunos participantes, razón por la que Ursinio tuvo que pasar a la clandestinidad y vivir así durante mucho tiempo, siendo perseguido y reconocido ya por las fuerzas policiales. Desde muy joven se dedicó a las luchas por el bienestar de los trabajadores y campesinos cubanos y contra los abusos y violaciones de los diferentes regímenes gobernantes en Cuba. También es conocido que desde joven, solía tocar muy bien la guitarra (o el 'Tres', instrumento parecido a la guitarra muy usado en los campos de Cuba), sirviéndose o sirviéndole a amigos para las serenatas dedicadas a bellas 'guajiras' (campesinas) y su sencillez y carácter jovial le habían ganado alguna popularidad por aquellos lares remotos de la geografía cubana.
En 1931 se enroló en las filas de la Liga Juvenil Comunista (LJC), y en noviembre de 1933 pasó a ser dirigente de la sección juvenil del Sindicato Nacional de Obreros de la Industria Azucarera. Luego, ingresó en la Unión Revolucionaria Comunista (ex-Partido Comunista de Cuba, en la clandestinidad), que luego se convirtió en el Partido Socialista Popular, ocupando diferentes responsabilidades regionales, esencialmente en la provincia de Oriente, y posteriormente a nivel nacional, llegando a ser miembro de su Comité Nacional y representándole o integrando, delegaciones oficiales cubanas a eventos internacionales de organizaciones similares, como por ejemplo, en Praga, Checoslovaquia en 1950.
Aún muy joven, Ursinio trabajo esencialmente en el movimiento obrero sindical y azucarero cubano, donde alcanzó a ocupar paulatinamente diferentes responsabilidades.
Contra esbirros y policías demostró excepcional valentía en muchas ocasiones, 'cayéndose' a tiros contra fuerzas de la policía y contra los sangrientos esbirros que la dirigían, apareciendo a menudo en las primeras planas de periódicos (diarios) o revistas, o en noticieros en la televisión y la radio. Sufrió prisión en 37 ocasiones. Varias veces el y su familia, fueron torturados. La rápida movilización de militantes y simpatizantes entre las masas, le salvó la vida en infinidad de ocasiones.
Participó y dirigió movilizaciones populares que culminarón con la histórica huelga general de agosto de 1933, que derrocó a la dictadura de Gerardo Machado. Todo esto le ganó la simpatía y respeto popular, de compañeros y simpatizantes, incluso dentro del creado posteriormente Movimiento 26 de Julio, que encabezado por el líder de este, Fidel Castro, tomó el poder en Cuba mediante una Revolución mayoritariamente popular que derrocó al régimen de Fulgencio Batista.
En 1940 se le promovió a Secretario organizador de la Confederación de Trabajadores de Cuba (CTC), en la provincia de Oriente. Participó en las luchas y logros alcanzados en 1947 cuando el gobierno de Ramón Grau San Martín, siguiendo las presiones de intereses norteamericanos, aceptó una reducción muy drástica del porcentaje establecido para el «diferencial azucarero» de ese año, luego de lo cual, muchos de los líderes sindicales y azucareros fueron perseguidos y apresados, luego de la victoria alcanzada por estos, a la cabeza de los cuales estaba el 'General de las Cañas', Jesús Menéndez. En enero de 1948, al ser asesinado Menéndez en Manzanillo, Ursinio le sustituyó al frente de los trabajadores azucareros en la Federación Nacional de Trabajadores Azucareros (FNTA), hasta el año 1951. La muerte de Menéndez fue un duro golpe para el movimiento obrero cubano. Las empresas yanquis y los magnates azucareros cubanos tratarón de aprovecharse de esta muerte para intensificar la explotación con sus obreros, pero estos nos quedaron sin ámparo, mientras que Eusebio Mujar colocó al frente de la FNTA a Emilio Suri, un viejo compinche suyo y dócil instrumento de las compañías y Hacendados azucareros. Así, la Secretaria General de la INTA unitaria pasó a manos de Ursinio, uno de los más combativos y fieles dirigentes.
Dirigió clandestinamente a nivel provincial la militancia del Partido Socialista Popular-(PSP) en la provincia de Camagüey, desde 1951 hasta el año 1955. Desde 1955 hasta el 1959, fue Responsable Nacional del Trabajo Sindical en el PSP. Durante estos años resultó promovido a miembro del Buró Político del Partido Socialista Popular y organizó los Comité de Defensa de las Demandas y los Derechos de los trabajadores. Participó o dirigió innumerables reuniones clandestinas con el movimiento estudiantil revolucionario por el país, enviado por el Partido, en muchas de las cuales, participaron también muchos líderes estudiantiles.
En 1957 fue enviado por el Partido Socialista Popular a reunirse en la Sierra Maestra, con el líder máximo de la Revolución cubana Fidel Castro, para acordar un plan de acciones conjuntas de lucha entre el Partido Socialista Popular (PSP) y el Movimiento 26 de Julio. Poco después el PSP introdujo las modificaciones necesarias para conjugar las formas de lucha, autorizando a sus militantes a integrar las filas del Ejército Rebelde. A su regreso a la Sierra Maestra, a fines de 1957 e inicios de 1958, cumpliendo orientaciones del Jefe de la Revolución, Comandante Fidel Castro, se dieron los pasos para la creación del Frente Obrero Nacional del Movimiento 26 de Julio. Así marchó junto con el Comandante Camilo Cienfuegos (conocido como el 'Hombre de la vanguardia' por su valentía), en su marcha hacia la región occidental del país, participando en la organización del 1.er Congreso Obrero (en armas) en la provincia de Camagüey (que no tuvo mucho éxito por el bloqueo de las tropas del tirano Fulgencio Batista en el centro del país, en la provincia Las Villas, actual Villa Clara), lo que impidió la asistencia de los invitados de las provincias más occidentales). Junto con otros compañeros, participó en la reunión concebida por el Frente Obrero Nacional Unido (FONU) en su manifiesto constitutivo del 10 de noviembre de 1958, en Las Villas. Más tarde presidió junto con otros compañeros el otro Congreso Obrero en armas llevado a cabo del 20 al 21 de diciembre de 1958 en General Carrillo, en la provincia de Las Villas, que obtuvo mejores resultados tanto por la participación más masiva (entre 750-800 participantes), como por los acuerdos tomados, que marcaron pautas para el futuro del movimiento sindical y obrero cubano, y 'a la organización de una huelga general revolucionaria en todos los centrales azucareros y el apoyo incondicional a la lucha armada'.

## El Período Revolucionario

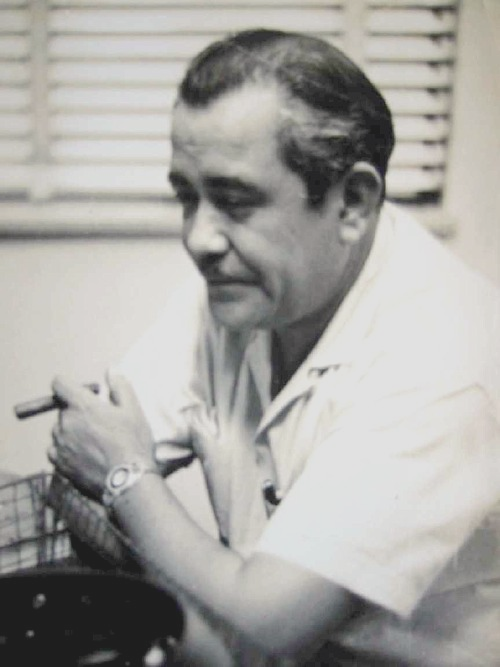
Ursinio, inicio de los años 60.

En los primeros años después del triunfo de la Revolución cubana, su trabajo en el recién creado INRA (Instituto Nacional de la Reforma Agraria), luego como miembro de la Dirección Nacional de las Organizaciones Revolucionarias Integradas (ORI) en 1961, y del Comité Central luego, en el posteriormente creado en 1962 Partido Unido de la Revolución Socialista de Cuba (PURSC), fueron muy destacados.
En los días difíciles del 'Sectarismo' (momento en que algunos viejos militantes y dirigentes comunistas cubanos se alejan de la nueva línea acordada por el Partido en la Sierra Maestra con el Movimiento 26 de Julio y la decisión posterior de entregar la dirección del partido al Comandante Fidel Castro), Ursinio se mantiene leal a sus convicciones y compromisos, a la disciplina férrea (de honor y moral) que marcaba característicamente a todos los viejos militantes del PSP _forjada en la lucha de muchos años, y a la entrega incondicional e invariable a sus compañeros y a su viejo amigo y jefe, Blas Roca, siendo leal a la Revolución y a sus líderes hasta el día de su fallecimiento. Hacía mucho habían quedado atrás las diferencias surgidas entre las filas del Partido Socialista Popular antes de apoyar a la Revolución en la Sierra Maestra, que consistían en que el PSP consideraba que se debía llegar al poder únicamente mediante las elecciones (cosa que había logrado ya antes, y que había sido derrocado por un golpe de Estado), mientras que el Movimiento 26 de Julio consideraba que el único medio de llegar al poder y poner en práctica su programa político, era mediante la lucha armada, lo cual logró, con el apoyo popular y también con la ayuda y apoyo de muchos militantes comunistas y de otros partidos o movimientos (sin dejar de destacar al Directorio Revolucionario 13 de marzo). El 3 de octubre de 1965 cuando se fundó el nuevo Partido Comunista de Cuba, Ursinio Rojas fue elegido miembro de su Comité Central (de 114 miembros) y lo fue hasta el 3.er congreso del Partido Comunista de Cuba, en 1985.
En los primeros años de la Revolución, le tocó organizar en varias ocasiones las 'Zafras del Pueblo' y los cortes voluntarios de caña, así como las Brigadas de Macheteros, ya que su experiencia y conocimiento dentro del movimiento azucarero cubano le otorgaban un lugar privilegiado para esta labor, que era el más importante de la economía cubana. Innumerables veces se le vio en los puertos o centrales (fábricas) trabajando a la par con los estibadores, descalgando barcos, en la agricultura, cortando caña u otros menesteres parecidos.
En reiteradas ocasiones presidió o integró delegaciones oficiales o partidistas de su país al extranjero, señalándose entre estas como enviado especial del líder cubano Fidel Castro a la República Popular China y Egipto, fundamentalmente entre los años 1965-1969. Publicó un libro: Las luchas obreras en el Central Tacajo, y muchos artículos y materiales referentes a las luchas del Movimiento Obrero cubano, la Juventud Socialista y sobre todo, de los trabajadores azucareros.

## Los Sindicatos
Al triunfo de la Revolución cubana, Ursinio organiza el sindicato agrícola y queda como Secretario General de la Federación Nacional de Trabajadores Azucareros (FNTA). Luego, a la creación de la Central de Trabajadores de Cuba (CTC), es elegido Secretario de Finanzas. Hasta sus últimos días mantuvo una labor activa, educadora y destacada en la CTC y el movimiento sindical cubano, así como en el extranjero, donde trabajó desde 1985 hasta 1991 en la Federación Sindical Mundial - (FSM), como Presidente de la Unión Internacional de trabajadores de la Industria Alimenticia, Café, Cacao y Tabaco, Hoteles y Restaurantes (UIS-Alimentación), con residencia en Sofía, Bulgaria, realizando un preciado trabajo que le ganó respeto y admiración también en el movimiento sindical internacional. A su regreso a Cuba al terminar este trabajo, en un acto muy digno y motivado por la difícil situación económica en el país, entregó un cheque con todos sus ahorros por más de 12 mil USD al Comandante Fidel Castro, para uso de la Patria, ejemplo que releva su esencia de hombre del pueblo y provocó mucha admiración. También representó a la Central de Trabajadores de Cuba (CTC) en infínidad de conferencias y congresos internacionales.

## Sus compañeros
Su historial revolucionario y combativo en el período prerrevolucionario (antes del triunfo de la Revolución), esta estrechamente ligado con nombres como Francisco Blas Roca, Secretario General del Partido Socialista Popular (Cuba)-(PSP), Jesús Menéndez, (El General de las cañas), Carlos Rafael Rodríguez, Juan Marinello Vidaurreta, Salvador García Agüero, Flavio Grobat, Lázaro Peña (El Capitán de la clase obrera), Juan Taquechel López, Aracelio Iglesias, Miguel Fernández Roig, Justo Tamayo, Julián Sotolongo, Manuel Suárez, José María Pérez y Segundo Quincosa, Severo Aguirre del Cristo, Zoilo Marinello, Joaquín Ordoqui, Oscar Ortiz, Leonides Calderío, Agapito Figueroa, Walfrido La O Estrada y muchas otras figuras destacadas de la historia del Movimiento obrero y sindical cubano y personalidades de la vida social y partidista (PSP) antes y después del triunfo de la Revolución cubana.

## Condecoraciones
En su historial cuenta con innumerables condecoraciones nacionales e internacionales, como la Orden de Lenin (la más alta condecoración que otorgaba la dirección del Partido y Gobierno de la desaparecida Unión Soviética, la medalla 'XX aniversario de la Revolución' y la de las 'Luchas Clandestinas', la Orden 'Lázaro Peña de 1.er grado', y muchas otras nacionales e internacionales.

## Resumen
Ursinio Rojas siempre fue un ejemplo de sencillez y modestía para todos los que le conocieron y para los nuevos cuadros sindicales y partidistas, muchos de los cuales formó personalmente. Lo caracterizaba la austeridad y autodisciplina, que consideraba serviría de ejemplo antes las masas. Ursinio no era exactamente un estratega, si no un hombre de acción, cuyo carácter formado por la autodisciplina mordeada en la lucha y la entrega, lo marcó siempre fiel hasta las últimas consecuencias y hasta sus últimos días creyó y luchó por las ideas que siempre había luchado. Su consigna era que su honor y ejemplo personal estaban por encima de su propia existencia, lo que lo marcó como hombre sencillo, modesto, honrado y de pueblo, y así murió en La Habana el 18 de enero de 1994, a la edad de 80 años, siendo enterrado con honores militares en el Panteón de las Fuerzas Armadas, y posteriormente (3 años más tarde), sus restos se trasladaron con honores a su pueblo nativo Tacajó, provincia Holguin, según fuera su voluntad, donde sus restos descansan en la actualidad/.
A Ursinio le gustaba mucho jugar a los dados con mi papa...se escondían en la pared de atrás de la casa y mi abuelo, quien le salvó la vida muchas veces enfrentándose a la guardia rural y escondiéndolo en la casa les daba sus buenas tundas a mi viejo y a él...eran primos hermanos...su mama fue la única hermana que tuvo mi abuela...el siempre iba a casa y se sentaba con mi padre a conversar de los viejos tiempos...